# Antran
Antran é uma comuna francesa na região administrativa da Nova Aquitânia, no departamento de Vienne. Estende-se por uma área de 23,82 km². Em 2010 a comuna tinha 1 210 habitantes (densidade: 50,8 hab./km²).